# Torneos pre-clasificatorios para la Copa Mundial de Baloncesto Femenino de 2026
Los Torneos pre-clasificatorios para la Copa Mundial de Baloncesto Femenino de 2026 fueron una serie de torneos que tuvieron lugar entre el 19 y el 25 de agosto de 2024 en Ciudad de México (México) y Kigali (Ruanda).  El ganador de cada uno de los torneos se clasificó para los torneos de clasificación para la Copa Mundial de Baloncesto Femenino de 2026.

## Formato
El 22 de febrero de 2022, la FIBA anunció un nuevo torneo pre-clasificatorio para los siguientes Juegos Olímpicos o Copa Mundial, reemplazando los pre-clasificatorios regionales que venían teniendo lugar desde 2019, y que se crearon con el objetivo de dar más oportunidades a las federaciones de jugar partidos y torneos más importantes.
16 equipos de un total de 4 continentes compitieron en estos torneos, con el ganador de cada uno de ellos clasificándose para los clasificatorios. Originalmente, iba a celebrarse un único torneo, dando lugar por tanto a un único clasificado, pero el 28 de noviembre de 2023 se anunció que se había decidido ampliar a dos el número de torneos y, por tanto, el número de clasificados. 

## Equipos
Los equipos se clasificaron en base a los resultados en sus respectivos torneos continentales. Colombia (5ª en la AmeriCup) e Italia (9ª en el EuroBasket), pese a haberse clasificado, renunciaron a participar, por lo que México y Gran Bretaña ocuparon sus plazas.
| Continente   | Equipos                                                              |
| ------------ | -------------------------------------------------------------------- |
| África       | Senegal (QT) Malí (3º) Ruanda (4º) Mozambique (5º)                   |
| América      | Brasil (QT) Venezuela (6º) Argentina (7º) México (8º)                |
| Asia/Oceanía | Nueva Zelanda (QT) Corea del Sur (5º) Filipinas (6º) Líbano (7º)     |
| Europa       | Hungría (QT) República Checa (7º) Montenegro (8º) Gran Bretaña (10º) |

## Sorteo
El sorteo tuvo lugar el 25 de abril de 2024 en la sede de FIBA en Mies (Suiza) y fue llevado a cabo por el ministro de deportes de Ruanda, Mimosa Munyangaju. 
Los bombos para el sorteo se desvelaron el 23 de abril de 2024, y los equipos fueron ubicados en base a su posición en el ranking FIBA del 11 de febrero de 2024, aunque México y Ruanda, como anfitriones, fueron colocados en el bombo 1. 
| Bombo 1       | Bombo 1 |
| ------------- | ------- |
| México        | 45      |
| Ruanda        | 74      |
| Brasil        | 8       |
| Corea del Sur | 13      |

| Bombo 2      | Bombo 2 |
| ------------ | ------- |
| Hungría      | 16      |
| Malí         | 20      |
| Gran Bretaña | 21      |
| Montenegro   | 22      |

| Bombo 3         | Bombo 3 |
| --------------- | ------- |
| República Checa | 23      |
| Senegal         | 25      |
| Nueva Zelanda   | 26      |
| Argentina       | 31      |

| Bombo 4    | Bombo 4 |
| ---------- | ------- |
| Mozambique | 33      |
| Venezuela  | 36      |
| Filipinas  | 40      |
| Líbano     | 51      |

Una vez realizado el sorteo y determinados los grupos, los horarios completos se desvelaron el 29 de abril de 2024. 

## Torneo de México

### Sede
| Ciudad de México | Ciudad de México                     |
| Ciudad de México | Gimnasio Olímpico Juan de la Barrera |
| Ciudad de México | Capacidad: 5 242                     |
| Ciudad de México |                                      |

### Ronda preliminar
Todos los horarios corresponden al huso horario local (UTC−6).

#### Grupo A
| Pos. | Equipo          | PJ | G | P | PF  | PC  | DP  | Pts | Clasificación |
| ---- | --------------- | -- | - | - | --- | --- | --- | --- | ------------- |
| 1    | República Checa | 3  | 3 | 0 | 246 | 175 | +71 | 6   | Semifinales   |
| 2    | Corea del Sur   | 3  | 1 | 2 | 228 | 223 | +5  | 4   | Semifinales   |
| 3    | Malí            | 3  | 1 | 2 | 214 | 237 | −23 | 4   |               |
| 4    | Venezuela       | 3  | 1 | 2 | 199 | 252 | −53 | 4   |               |

 Fuente: FIBA
Notas:
1. 1 2 3  Corea del Sur: 3 pts., +18 DP; Mali: 3 pts., -2 DP; Venezuela: 3 pts., -16 DP

| 19 de agosto de 2024 | Corea del Sur                                                         | 78–84                                 | Venezuela                                         | Ciudad de México |  |
| 12:00                | Parciales: 21–23, 24–18, 17–19, 16–24                                 | Parciales: 21–23, 24–18, 17–19, 16–24 | Parciales: 21–23, 24–18, 17–19, 16–24             | |  |
|                      | Estadísticas Park Ji-h. 19 Park Ji-h., Park Ji-s. Heo 7 Park Ji-h. 24 | Reporte Pts Reb Asts Val              | Estadísticas 22 Pérez 10 Herlihy 9 Durán 33 Pérez | Pabellón: Gimnasio Olímpico Juan de la Barrera Asistencia: 40 espectadores Árbitros: Orlando Varela Ahmed Ali Yaseen Al-Shuwaili Kumiko Kumagai |  |

| 19 de agosto de 2024 | Malí                                                                   | 63–84                               | República Checa                                                                           | Ciudad de México |  |
| 14:30                | Parciales: 13–25, 22–23, 20–1, 8–19                                    | Parciales: 13–25, 22–23, 20–1, 8–19 | Parciales: 13–25, 22–23, 20–1, 8–19                                                       | |  |
|                      | Estadísticas Dembelé 18 Haidara, Thienou 5 Sanou 4 Dembelé, N'Diaye 14 | Reporte Pts Reb Asts Val            | Estadísticas 21 Reisingerová 9 Stoupalová, Čechová 5 Šotolová 22 Stoupalová, Reisingerová | Pabellón: Gimnasio Olímpico Juan de la Barrera Asistencia: 50 espectadores Árbitros: Alan dos Santos Yasmina Alcaraz Jacquiline Dover |  |

| 20 de agosto de 2024 | República Checa                                          | 76–63                                 | Corea del Sur                                              | Ciudad de México |  |
| 17:30                | Parciales: 24–17, 14–14, 22–18, 16–14                    | Parciales: 24–17, 14–14, 22–18, 16–14 | Parciales: 24–17, 14–14, 22–18, 16–14                      | |  |
|                      | Estadísticas Čechová 15 Vyoralová 7 Hamzová 7 Čechová 17 | Reporte Pts Reb Asts Val              | Estadísticas 20 Park Ji-s. 7 Park Ji-s. 4 An 17 Park Ji-s. | Pabellón: Gimnasio Olímpico Juan de la Barrera Asistencia: 50 espectadores Árbitros: Orlando Varela Micaela Prado Amal Dahra |  |

| 20 de agosto de 2024 | Venezuela                                                 | 66–88                                | Malí                                                         | Ciudad de México |  |
| 20:30                | Parciales: 15–25, 9–25, 29–15, 13–23                      | Parciales: 15–25, 9–25, 29–15, 13–23 | Parciales: 15–25, 9–25, 29–15, 13–23                         | |  |
|                      | Estadísticas Wallen 21 Tres jugadoras 8 Pérez 5 Wallen 26 | Reporte Pts Reb Asts Val             | Estadísticas 21 N'Diaye 11 Cissé 4 Tres jugadoras 24 Thienou | Pabellón: Gimnasio Olímpico Juan de la Barrera Asistencia: 125 espectadores Árbitros: Carsten Straube Yezid Valentine Carreño Pinzón Silvia Marziali |  |

| 22 de agosto de 2024 | Corea del Sur                                              | 87–63                                 | Malí                                                            | Ciudad de México |  |
| 12:00                | Parciales: 18–16, 22–19, 17–10, 30–18                      | Parciales: 18–16, 22–19, 17–10, 30–18 | Parciales: 18–16, 22–19, 17–10, 30–18                           | |  |
|                      | Estadísticas Kang L. 26 Park Ji-s. 11 Shin 8 Park Ji-s. 27 | Reporte Pts Reb Asts Val              | Estadísticas 18 N'Diaye 9 Haidara 3 Thienou, Sissoko 15 N'Diaye | Pabellón: Gimnasio Olímpico Juan de la Barrera Asistencia: 30 espectadores Árbitros: Orlando Varela Silvia Marziali Franco Ronconi |  |

| 22 de agosto de 2024 | República Checa                                                       | 86–49                                | Venezuela                                                     | Ciudad de México |  |
| 14:30                | Parciales: 30–19, 17–6, 20–10, 19–14                                  | Parciales: 30–19, 17–6, 20–10, 19–14 | Parciales: 30–19, 17–6, 20–10, 19–14                          | |  |
|                      | Estadísticas Tres jugadoras 12 Čechová 9 Tres jugadoras 4 Andělová 15 | Reporte Pts Reb Asts Val             | Estadísticas 13 Fajardo 9 Herlihy 4 Wallen 9 Herlihy, Fajardo | Pabellón: Gimnasio Olímpico Juan de la Barrera Asistencia: 128 espectadores Árbitros: Ahmed Ali Yaseen Al-Shuwaili Ryan Johnson Kumiko Kumagai |  |

#### Grupo B
| Pos. | Equipo        | PJ | G | P | PF  | PC  | DP  | Pts | Clasificación |
| ---- | ------------- | -- | - | - | --- | --- | --- | --- | ------------- |
| 1    | Montenegro    | 3  | 3 | 0 | 236 | 187 | +49 | 6   | Semifinales   |
| 2    | México (H)    | 3  | 2 | 1 | 213 | 203 | +10 | 5   | Semifinales   |
| 3    | Nueva Zelanda | 3  | 1 | 2 | 207 | 222 | −15 | 4   |               |
| 4    | Mozambique    | 3  | 0 | 3 | 180 | 224 | −44 | 3   |               |

 Fuente: FIBA
| 20 de agosto de 2024 | Montenegro                                                           | 88–64                                 | Nueva Zelanda                                                  | Ciudad de México |  |
| 17:30                | Parciales: 16–14, 21–18, 29–15, 22–17                                | Parciales: 16–14, 21–18, 29–15, 22–17 | Parciales: 16–14, 21–18, 29–15, 22–17                          | |  |
|                      | Estadísticas Kovačević 18 Kovačević 7 Živković, Bigović Kovačević 24 | Reporte Pts Reb Asts Val              | Estadísticas 11 Davidson, Tamilo 6 Tamilo 5 Hokianga 16 Tamilo | Pabellón: Gimnasio Olímpico Juan de la Barrera Asistencia: 50 espectadores Árbitros: Carsten Straube Ryan Johson Fei Xiang |  |

| 20 de agosto de 2024 | México                                              | 71–65                                | Mozambique                                                    | Ciudad de México |  |
| 21:00                | Parciales: 14–14, 9–19, 20–19, 28–13                | Parciales: 14–14, 9–19, 20–19, 28–13 | Parciales: 14–14, 9–19, 20–19, 28–13                          | |  |
|                      | Estadísticas Jaquez 19 Payán 10 Ramírez 6 Jaquez 17 | Reporte Pts Reb Asts Val             | Estadísticas 16 Sumbane 10 Mucauro 3 Sumbane, Zita 22 Sumbane | Pabellón: Gimnasio Olímpico Juan de la Barrera Asistencia: 500 espectadores Árbitros: Franco Ronconi Aline García Sandra Sánchez González |  |

| 22 de agosto de 2024 | Mozambique                                                    | 52–74                                | Montenegro                                                 | Ciudad de México |  |
| 17:30                | Parciales: 10–20, 9–15, 12–21, 21–18                          | Parciales: 10–20, 9–15, 12–21, 21–18 | Parciales: 10–20, 9–15, 12–21, 21–18                       | |  |
|                      | Estadísticas Mucauro 13 Sumbane, Mafanela 6 Zita 4 Mucauro 15 | Reporte Pts Reb Asts Val             | Estadísticas 20 Jovanović 7 Bigović 9 Leković 21 Jovanović | Pabellón: Gimnasio Olímpico Juan de la Barrera Asistencia: 67 espectadores Árbitros: Alan dos Santos Sandra Sánchez González Fei Xian |  |

| 22 de agosto de 2024 | Nueva Zelanda                                      | 64–71                                | México                                           | Ciudad de México |  |
| 20:30                | Parciales: 14–20, 26–9, 11–15, 13–27               | Parciales: 14–20, 26–9, 11–15, 13–27 | Parciales: 14–20, 26–9, 11–15, 13–27             | |  |
|                      | Estadísticas Reed 14 Tamilo 8 Davidson 4 Tamilo 18 | Reporte Pts Reb Asts Val             | Estadísticas 22 Jaquez 13 Lara 5 Ramos 23 Jaquez | Pabellón: Gimnasio Olímpico Juan de la Barrera Asistencia: 1000 espectadores Árbitros: Ahmed Ali Yassen Al-Shuwaili Ryan Johnson Kumiko Kumagai |  |

| 23 de agosto de 2024 | Nueva Zelanda                                                    | 79–63                                 | Mozambique                                              | Ciudad de México |  |
| 17:30                | Parciales: 14–12, 30–18, 20–20, 15–13                            | Parciales: 14–12, 30–18, 20–20, 15–13 | Parciales: 14–12, 30–18, 20–20, 15–13                   | |  |
|                      | Estadísticas L. Whittaker 27 McGoldrick 18 Tamilo 5 Whittaker 29 | Reporte Pts Reb Asts Val              | Estadísticas 14 Mucauro 4 Mucauro, Zita 6 Zita 12 Pinto | Pabellón: Gimnasio Olímpico Juan de la Barrera Asistencia: 100 espectadores Árbitros: Alan dos Santos Yasmina Alcaraz Jacquiline Dover |  |

| 23 de agosto de 2024 | México                                                      | 71–74 TE                                          | Montenegro                                                   | Ciudad de México |  |
| 20:30                | Parciales: 7–16, 18–11, 19–19, 18–16 (T.E.: 9–12)           | Parciales: 7–16, 18–11, 19–19, 18–16 (T.E.: 9–12) | Parciales: 7–16, 18–11, 19–19, 18–16 (T.E.: 9–12)            | |  |
|                      | Estadísticas Jaquez 26 Jaquez, Martínez 8 Ramos 5 Jaquez 17 | Reporte Pts Reb Asts Val                          | Estadísticas 29 Jovanović 10 Živković 6 Leković 36 Jovanović | Pabellón: Gimnasio Olímpico Juan de la Barrera Asistencia: 1250 espectadores Árbitros: Carsten Straube Aline García Sandra Sánchez González |  |

### Fase final
|  | Semifinales          | Semifinales          |               |                 | Final                | Final                |  |
|  | 24 de agosto de 2024 | 24 de agosto de 2024 |               |                 | 25 de agosto de 2024 | 25 de agosto de 2024 |  |
|  |                      |                      |               |                 |                      |                      |  |
|  |                      |                      |               |                 |                      |                      |  |
|  | México               | 72                   |               |                 |                      |                      |  |
|  | México               | 72                   |               |                 |                      |                      |  |
|  | República Checa      | 82                   |               |                 |                      |                      |  |
|  | República Checa      | 82                   |               | República Checa | 73                   |                      |  |
|  |                      |                      |               | República Checa | 73                   |                      |  |
|  |                      |                      | Corea del Sur | 67              |                      |                      |  |
|  | Montenegro           | 66                   | Corea del Sur | 67              |                      |                      |  |
|  | Montenegro           | 66                   |               |                 |                      |                      |  |
|  | Corea del Sur        | 88                   |               |                 |                      |                      |  |
|  | Corea del Sur        | 88                   |               |                 |                      |                      |  |
|  |                      |                      |               |                 |                      |                      |  |

#### Semifinales
| 24 de agosto de 2024 | Montenegro                                               | 66–88                                 | Corea del Sur                                                       | Ciudad de México |  |
| 14:30                | Parciales: 13–25, 18–27, 14–16, 21–20                    | Parciales: 13–25, 18–27, 14–16, 21–20 | Parciales: 13–25, 18–27, 14–16, 21–20                               | |  |
|                      | Estadísticas Leković 17 Bigović 10 Radonjić 4 16 Bigović | Reporte Pts Reb Asts Val              | Estadísticas 23 Lee So. 11 Park Ji-h. 4 Cuatro jugadoras 28 Lee So. | Pabellón: Gimnasio Olímpico Juan de la Barrera Asistencia: 546 espectadores Árbitros: Alan dos Santos Yasmina Alcaraz Kumiko Kumagai |  |

| 24 de agosto de 2024 | México                                             | 72–82                                 | República Checa                                                   | Ciudad de México |  |
| 17:00                | Parciales: 18–19, 17–13, 14–30, 23–20              | Parciales: 18–19, 17–13, 14–30, 23–20 | Parciales: 18–19, 17–13, 14–30, 23–20                             | |  |
|                      | Estadísticas Jaquez 20 Jaquez 7 Ramírez 4 Ramos 19 | Reporte Pts Reb Asts Val              | Estadísticas 20 Vyoralová 8 Reisingerová 4 Vyoralová 23 Vyoralová | Pabellón: Gimnasio Olímpico Juan de la Barrera Asistencia: 2000 espectadores Árbitros: Orlando Varela Ryan Johnson Silvia Marziali |  |

#### Final
| 25 de agosto de 2024 | República Checa                                                                | 73–67                                | Corea del Sur                                                         | Ciudad de México |  |
| 17:00                | Parciales: 10–7, 21–19, 16–25, 26–16                                           | Parciales: 10–7, 21–19, 16–25, 26–16 | Parciales: 10–7, 21–19, 16–25, 26–16                                  | |  |
|                      | Estadísticas Andělová, Stoupalová 15 Stoupalová 7 Reisingerová 3 Stoupalová 18 | Reporte Pts Reb Asts Val             | Estadísticas 22 Park Ji-s. 8 Lee So. 7 Shin, Park Ji-h. 22 Park Ji-s. | Pabellón: Gimnasio Olímpico Juan de la Barrera Asistencia: 956 espectadores Árbitros: Orlando Varela Alan dos Santos Sandra Sánchez González |  |

| Pos. | Equipo          | Balance | PF  | PC  | DP  |
| ---- | --------------- | ------- | --- | --- | --- |
| 1º   | República Checa | 5–0     | 401 | 314 | +87 |
| 2º   | Corea del Sur   | 2–3     | 383 | 362 | +21 |
| 3º   | Montenegro      | 3–1     | 302 | 275 | +27 |
| 4º   | México          | 2–2     | 286 | 285 | +1  |
| 5º   | Nueva Zelanda   | 1–2     | 207 | 222 | -15 |
| 6º   | Malí            | 1–2     | 214 | 237 | -23 |
| 7º   | Venezuela       | 1–2     | 199 | 252 | -53 |
| 8º   | Mozambique      | 0–3     | 180 | 224 | -44 |

| Quinteto ideal                                                                  |
| ------------------------------------------------------------------------------- |
| Tereza Vyoralová Milica Jovanović Gabriela Jaquez Julia Reisingerová Park Ji-su |
| MVP: Julia Reisingerová                                                         |

## Torneo de Ruanda

### Sede
| Kigali | Kigali            |
| Kigali | BK Arena          |
| Kigali | Capacidad: 10 000 |
| Kigali |                   |

### Ronda preliminar
Todos los horarios corresponden al huso horario local (UTC+2).

#### Grupo C
| Pos. | Equipo    | PJ | G | P | PF  | PC  | DP  | Pts | Clasificación |
| ---- | --------- | -- | - | - | --- | --- | --- | --- | ------------- |
| 1    | Senegal   | 3  | 3 | 0 | 219 | 182 | +37 | 6   | Semifinales   |
| 2    | Hungría   | 3  | 2 | 1 | 245 | 189 | +56 | 5   | Semifinales   |
| 3    | Brasil    | 3  | 1 | 2 | 202 | 230 | −28 | 4   |               |
| 4    | Filipinas | 3  | 0 | 3 | 196 | 261 | −65 | 3   |               |

 Fuente: FIBA
| 19 de agosto de 2024 | Hungría                                         | 61–63                                 | Senegal                                             | Kigali |  |
| 11:00                | Parciales:' 16–20, 14–17, 12–7, 19–19           | Parciales:' 16–20, 14–17, 12–7, 19–19 | Parciales:' 16–20, 14–17, 12–7, 19–19               | |  |
|                      | Estadísticas Dubei 24 Kiss 5 Kányási 5 Dubei 18 | Reporte Pts Reb Asts Val              | Estadísticas 16 Kané 7 Kané, Sene 6 Dillard 21 Kané | Pabellón: BK Arena Asistencia: 150 espectadores Árbitros: Nicolas Fernandes Yann Vezo Davidson Kim Bo-hui |  |

| 19 de agosto de 2024 | Brasil                                                  | 77–74                                 | Filipinas                                                        | Kigali |  |
| 14:00                | Parciales: 20–19, 20–20, 20–18, 17–17                   | Parciales: 20–19, 20–20, 20–18, 17–17 | Parciales: 20–19, 20–20, 20–18, 17–17                            | |  |
|                      | Estadísticas L. Soares 15 Moura 13 Martins 8 Albeiro 19 | Reporte Pts Reb Asts Val              | Estadísticas 18 Animam 21 Animam 3 Panganiban, Fajardo 37 Animam | Pabellón: BK Arena Asistencia: 57 espectadores Árbitros: Christine Vuong Juozas Barkauskas Sara El-Sharnouby |  |

| 20 de agosto de 2024 | Filipinas                                                        | 60–97                                 | Hungría                                                         | Kigali |  |
| 17:00                | Parciales: 14–23, 10–28, 20–24, 16–22                            | Parciales: 14–23, 10–28, 20–24, 16–22 | Parciales: 14–23, 10–28, 20–24, 16–22                           | |  |
|                      | Estadísticas Bernardino 11 Bernardino 6 Pontejos 4 Bernardino 18 | Reporte Pts Reb Asts Val              | Estadísticas 25 Török 9 Tres jugadoras 5 Angyal, Lelik 28 Török | Pabellón: BK Arena Asistencia: 500 espectadores Árbitros: Fernando Calatrava Julirys Guzmán Laureano Monicca Nassuuna |  |

| 20 de agosto de 2024 | Senegal                                                    | 69–59                                 | Brasil                                                   | Kigali |  |
| 20:00                | Parciales: 14–21, 21–15, 16–11, 18–12                      | Parciales: 14–21, 21–15, 16–11, 18–12 | Parciales: 14–21, 21–15, 16–11, 18–12                    | |  |
|                      | Estadísticas Dillard 19 Kané 11 Dillard 7 Dillard, Kané 24 | Reporte Pts Reb Asts Val              | Estadísticas 19 de Oliveira 8 Moura 4 Martins 15 Albiero | Pabellón: BK Arena Asistencia: 502 espectadores Árbitros: Can Mavisu Yann Vezo Davidson Dorothy Judy Okatch |  |

| 22 de agosto de 2024 | Senegal                                                | 87–62                                 | Filipinas                                                 | Kigali |  |
| 11:00                | Parciales: 22–20, 23–12, 19–11, 23–19                  | Parciales: 22–20, 23–12, 19–11, 23–19 | Parciales: 22–20, 23–12, 19–11, 23–19                     | |  |
|                      | Estadísticas Kané 21 Ndiaye 11 Fall, Dillard 6 Kané 23 | Reporte Pts Reb Asts Val              | Estadísticas 15 Animam 9 Bernardino 7 Berberabe 14 Animam | Pabellón: BK Arena Asistencia: 350 espectadores Árbitros: Nicolas Fernandes Arnold Hloniphizwe Moseya Joyce Muchenu |  |

| 22 de agosto de 2024 | Brasil                                                                | 66–87                                | Hungría                                      | Kigali |  |
| 14:00                | Parciales: 9–15, 14–25, 23–26, 20–21                                  | Parciales: 9–15, 14–25, 23–26, 20–21 | Parciales: 9–15, 14–25, 23–26, 20–21         | |  |
|                      | Estadísticas de Oliveira 21 Tres jugadoras 5 Martins 4 de Oliveira 19 | Reporte Pts Reb Asts Val             | Estadísticas 22 Kiss 7 Kiss 6 Studer 23 Kiss | Pabellón: BK Arena Asistencia: 498 espectadores Árbitros: Can Mavisu Christine Vuong Julirys Guzmán Laureano |  |

#### Grupo D
| Pos. | Equipo       | PJ | G | P | PF  | PC  | DP  | Pts | Clasificación |
| ---- | ------------ | -- | - | - | --- | --- | --- | --- | ------------- |
| 1    | Gran Bretaña | 3  | 2 | 1 | 199 | 186 | +13 | 5   | Semifinales   |
| 2    | Ruanda (H)   | 3  | 2 | 1 | 199 | 175 | +24 | 5   | Semifinales   |
| 3    | Argentina    | 3  | 2 | 1 | 151 | 154 | −3  | 5   |               |
| 4    | Líbano       | 3  | 0 | 3 | 183 | 217 | −34 | 3   |               |

 Fuente: FIBA
Notas:
1. 1 2 3  Gran Bretaña: 3 pts., +8 DP; Ruanda: 3 pts., +6 DP; Argentina: 3 pts., -14 DP

| 19 de agosto de 2024 | Gran Bretaña                                                     | 47–53                                | Argentina                                            | Kigali |  |
| 17:00                | Parciales: 7–19, 15–10, 13–14, 12–10                             | Parciales: 7–19, 15–10, 13–14, 12–10 | Parciales: 7–19, 15–10, 13–14, 12–10                 | |  |
|                      | Estadísticas Winterburn 11 Wilkinson 9 Tres jugadoras 3 Price 13 | Reporte Pts Reb Asts Val             | Estadísticas 19 D’Urso 11 Burani 6 Gretter 14 D’Urso | Pabellón: BK Arena Asistencia: 1500 espectadores Árbitros: Fernando Calatrava Joyce Muchenu Paulina Karolina Gajdosz |  |

| 19 de agosto de 2024 | Ruanda                                                                    | 80–62                                 | Líbano                                                | Kigali |  |
| 20:00                | Parciales: 24–17, 21–19, 20–12, 15–14                                     | Parciales: 24–17, 21–19, 20–12, 15–14 | Parciales: 24–17, 21–19, 20–12, 15–14                 | |  |
|                      | Estadísticas Murekatete 24 Uwizeye, Murekatete 7 Philoxy 12 Murekatete 25 | Reporte Pts Reb Asts Val              | Estadísticas 18 Mansour 5 Tres jugadoras 5 Akl 16 Akl | Pabellón: BK Arena Asistencia: 3802 espectadores Árbitros: Can Mavisu Arnold Hloniphizwe Moseya Julirys Guzmán Laureano |  |

| 21 de agosto de 2024 | Líbano                                                | 72–77                                 | Gran Bretaña                                                              | Kigali                                                                        |  |
| 17:00                | Parciales: 16–13, 11–19, 11–18, 34–27                 | Parciales: 16–13, 11–19, 11–18, 34–27 | Parciales: 16–13, 11–19, 11–18, 34–27                                     |                                                                               |  |
|                      | Estadísticas Baptiste 24 Baptiste 7 Akl 9 Baptiste 21 | Reporte Pts Reb Asts Val              | Estadísticas 16 Wilkinson 9 Winterburn, Ashby 11 Winterburn 20 Winterburn | Pabellón: BK Arena Árbitros: Christine Vuong Juozas Barkauskas Haytham Ihaqaf |  |

| 21 de agosto de 2024 | Argentina                                                      | 38–58                             | Ruanda                                                           | Kigali                                                                                 |  |
| 20:00                | Parciales: 13–20, 9–7, 7–18, 9–13                              | Parciales: 13–20, 9–7, 7–18, 9–13 | Parciales: 13–20, 9–7, 7–18, 9–13                                |                                                                                        |  |
|                      | Estadísticas Chagas 9 Burani, Gentinetta 8 Gretter 4 Burani 10 | Reporte Pts Reb Asts Val          | Estadísticas 18 Murekatete 18 Murekatete 8 Philoxy 32 Murekatete | Pabellón: BK Arena Árbitros: Nicolas Fernandes Arnold Hloniphizwe Moseya Nadege Zouzou |  |

| 22 de agosto de 2024 | Argentina                                            | 60–49                                 | Líbano                                                    | Kigali                                                                                |  |
| 17:00                | Parciales: 14–14, 13–10, 22–11, 11–14                | Parciales: 14–14, 13–10, 22–11, 11–14 | Parciales: 14–14, 13–10, 22–11, 11–14                     |                                                                                       |  |
|                      | Estadísticas Burani 23 Burani 13 Gretter 7 Burani 31 | Reporte Pts Reb Asts Val              | Estadísticas 16 Baptiste 10 Baptiste 4 Mansour 16 Mansour | Pabellón: BK Arena Árbitros: Fernando Calatrava Juozas Barkauskas Dorothy Judy Okatch |  |

| 22 de agosto de 2024 | Ruanda                                                                  | 61–75                                | Gran Bretaña                                                      | Kigali                                                                                     |  |
| 20:00                | Parciales: 10–16, 13–29, 16–22, 22–8                                    | Parciales: 10–16, 13–29, 16–22, 22–8 | Parciales: 10–16, 13–29, 16–22, 22–8                              |                                                                                            |  |
|                      | Estadísticas Murekatete 17 Murekatete 9 Tetero, Philoxy 4 Murekatete 22 | Reporte Pts Reb Asts Val             | Estadísticas 15 Winterburn 8 Wilkinson 7 Winterburn 18 Winterburn | Pabellón: BK Arena Árbitros: Yann Vezo Davidson Sara El-Sharnouby Paulina Karolina Gajdosz |  |

### Fase final
|  | Semifinales          | Semifinales          |         |         | Final                | Final                |  |
|  | 24 de agosto de 2024 | 24 de agosto de 2024 |         |         | 25 de agosto de 2024 | 25 de agosto de 2024 |  |
|  |                      |                      |         |         |                      |                      |  |
|  |                      |                      |         |         |                      |                      |  |
|  | Ruanda               | 65                   |         |         |                      |                      |  |
|  | Ruanda               | 65                   |         |         |                      |                      |  |
|  | Senegal              | 68                   |         |         |                      |                      |  |
|  | Senegal              | 68                   |         | Senegal | 47                   |                      |  |
|  |                      |                      |         | Senegal | 47                   |                      |  |
|  |                      |                      | Hungría | 63      |                      |                      |  |
|  | Gran Bretaña         | 59                   | Hungría | 63      |                      |                      |  |
|  | Gran Bretaña         | 59                   |         |         |                      |                      |  |
|  | Hungría              | 82                   |         |         |                      |                      |  |
|  | Hungría              | 82                   |         |         |                      |                      |  |
|  |                      |                      |         |         |                      |                      |  |

#### Semifinales
| 24 de agosto de 2024 | Gran Bretaña                                                    | 59–82                                 | Hungría                                             | Kigali |  |
| 17:00                | Parciales: 15–23, 16–22, 14–18, 14–19                           | Parciales: 15–23, 16–22, 14–18, 14–19 | Parciales: 15–23, 16–22, 14–18, 14–19               | |  |
|                      | Estadísticas Wilkinson 14 Wilkinson 8 Winterburn 8 Wilkinson 16 | Reporte Pts Reb Asts Val              | Estadísticas 17 Kiss 6 Kiss, Határ 8 Lelik 25 Lelik | Pabellón: BK Arena Asistencia: 3500 espectadores Árbitros: Nicolas Fernandes Arnold Hloniphizwe Moseya Juozas Barkauskas |  |

| 24 de agosto de 2024 | Ruanda                                               | 65–68                                 | Senegal                                                | Kigali                                                                                                   |  |
| 20:00                | Parciales: 23–15, 15–16, 12–25, 15–12                | Parciales: 23–15, 15–16, 12–25, 15–12 | Parciales: 23–15, 15–16, 12–25, 15–12                  | |  |
|                      | Estadísticas Sifa 21 Murekatete 10 Philoxy 5 Sifa 15 | Reporte Pts Reb Asts Val              | Estadísticas 15 Y. Diop 7 Dillard, Sene 4 Fall 18 Kané | Pabellón: BK Arena Asistencia: 7023 espectadores Árbitros: Can Mavisu Yann Vezo Davidson Christine Vuong |  |

#### Final
| 25 de agosto de 2024 | Senegal                                        | 47–63                                | Hungría                                      | Kigali                                                                                     |  |
| 17:00                | Parciales: 12–13, 14–20, 8–16, 13–14           | Parciales: 12–13, 14–20, 8–16, 13–14 | Parciales: 12–13, 14–20, 8–16, 13–14         |                                                                                            |  |
|                      | Estadísticas Kané 18 Pouye 7 Dillard 7 Kané 21 | Reporte Pts Reb Asts Val             | Estadísticas 17 Kiss 9 Határ 5 Lelik 19 Kiss | Pabellón: BK Arena Árbitros: Yann Vezo Davidson Nicolas Fernandes Paulina Karolina Gajdosz |  |

| Pos. | Equipo       | Balance | PF  | PC  | DP   |
| ---- | ------------ | ------- | --- | --- | ---- |
| 1º   | Hungría      | 4–1     | 390 | 295 | +95  |
| 2º   | Senegal      | 4–1     | 334 | 310 | +243 |
| 3º   | Ruanda       | 2–2     | 264 | 243 | +21  |
| 4º   | Gran Bretaña | 2–2     | 258 | 268 | -10  |
| 5º   | Argentina    | 2–1     | 151 | 154 | -3   |
| 6º   | Brasil       | 1–2     | 202 | 230 | -28  |
| 7º   | Líbano       | 0–3     | 183 | 217 | -34  |
| 8º   | Filipinas    | 0–3     | 196 | 261 | -65  |

| Quinteto ideal                                                      |
| ------------------------------------------------------------------- |
| Réka Lelik Holly Winterburn Ndioma Kané Virág Kiss Bella Murekatete |
| MVP: Réka Lelik                                                     |